# Familia (film, 2005)
Pour les articles homonymes, voir Familia.
Pour plus de détails, voir Fiche technique et Distribution.
Familia est le premier long métrage québécois de Louise Archambault sorti sur grand écran le 16 septembre 2005.

## Synopsis
Michèle, mère monoparentale de Marguerite (adolescente de 14 ans), doit quitter emploi, conjoint et domicile à cause de sa dépendance aux jeux de hasard et aux dettes qui s'accumulent conséquemment. Elle atterrit donc chez sa meilleure amie d'enfance, Janine, elle-même mère d'une adolescente de 13 ans, Gabrielle, et d'un petit garçon de 8 ans. Alors qu'une relation d'amitié se noue entre les deux adolescentes, les deux mères doivent faire face à leurs démons. La première souffre inconsciente de ses problèmes de dépendance, l'autre de l'éloignement de son mari. Les différences entre les deux méthodes d'éducation des enfants entre l'hôte et la locataire temporaire va forcer le dévoilement de ces problèmes au grand jour. Au milieu de tout ça, deux adolescentes qui vivent difficilement le joug de leurs mères respectives.

## Fiche technique
- Titre original : Familia
- Réalisation : Louise Archambault
- Scénario : Louise Archambault
- Musique : Ramachandra Borcar
- Direction artistique : Pierre Allard
- Décors : Nadine Petitclerc
- Costumes : Annie Dufort, Élizabeth Morad
- Coiffure : Daniel Jacob
- Maquillage : Alex Lambert
- Photographie : André Turpin
- Son : Pierre Bertrand, Sylvain Bellemare, Louis Gignac
- Montage : Sophie Leblond
- Production : Luc Déry et Kim McCraw
- Société de production : micro_scope
- Sociétés de distribution : Christal Films, Les Films Séville
- Budget : 1,9 million de dollars[1]
- Pays d'origine :  Canada
- Langue originale : français
- Format : couleur, 35mm, format d'image 2.35 : 1
- Genre : drame
- Durée : 102 minutes
- Dates de sortie :
  - Suisse : 10 août 2005 (première mondiale - Festival international du film de Locarno)
  - Canada : 9 septembre 2005 (première canadienne - Festival international du film de Toronto (TIFF))
  - Canada : 16 septembre 2005 (sortie en salle au Québec)
  - France : 23 novembre 2005  (Semaine du cinéma du Québec à Paris)
  - Canada : 24 janvier 2006 (DVD)

## Distribution
- Sylvie Moreau : Michèle
- Macha Grenon : Janine
- Mylène St-Sauveur : Marguerite, fille de Michèle
- Juliette Gosselin : Gabrielle, fille de Janine
- Vincent Graton : Charles, mari de Janine
- Emily Holmes : Kate
- Micheline Lanctôt : Madeleine, mère de Michèle
- Patricia Nolin : Estelle, mère de Janine et Francis
- Paul Savoie : Lucien, mari d'Estelle
- Jacques L'Heureux : François, conjoint de Madeleine
- Xavier Morin-Lefort : Olivier, demi-frère de Marguerite
- Alexandre Côté : Anthony
- Hélène Florent : Chloé, marraine de Marguerite
- Norman Helms : Francis, frère de Janine et père de Marguerite et d'Olivier
- Sonia Vigneault (en) : Laurence, conjointe de Francis
- Claude Despins : Scott, ex-conjoint de Michèle
- Raphaël Dury : Alexandre, fils de Janine

## Récompenses et nominations

### Récompenses
- 2005 : Festival international du film de Toronto (TIFF) prix du meilleur premier film canadien : Louise Archambault
- 2006 : prix Claude-Jutra pour la réalisation dun premier long métrage remis lors des prix Génie : Louise Archambault

### Nominations
- 2005 : Léopard d'or du Festival international du film de Locarno : Louise Archambault
- 2006 : New Voices/New Visions Award du Festival international du film de Palm Springs : Louise Archambault
- 2006 : International New Talent Competition Grand Prize du Festival du film de Taipei : Louise Archambault
- 2006 : Woosuk Award (Indie Vision) du Festival international du film de Jeonju : Louise Archambault
- Prix Génie 2006
  - meilleur film : Luc Déry
  - meilleure photographie : André Turpin
  - meilleure réalisatrice : Louise Archambault
  - meilleure actrice : Macha Grenon
  - meilleure actrice : Sylvie Moreau
  - meilleure actrice dans un second rôle : Micheline Lanctôt
  - meilleur scénario : Louise Archambault
- Prix Jutra 2006 du meilleur son : Pierre Bertrand, Sylvain Bellemare, Louis Gignac